# Réserve naturelle nationale de Conat
La réserve naturelle nationale de Conat (RNN82) est une réserve naturelle nationale des Pyrénées située en Occitanie. Classée en 1986, elle occupe environ 549 hectares de la commune éponyme.

## Localisation
La réserve naturelle est située dans l'Est de la chaîne des Pyrénées, en versant sud du massif du Madres, et plus précisément au flanc nord du mont Coronat. Sur le plan administratif, elle est située dans la commune de Conat (Pyrénées-Orientales). 
D'une contenance cadastrale de 548,803 ha, elle est limitrophe avec la réserve naturelle de Nohèdes. Elle n'a pas de limite avec la réserve naturelle de Jujols, bien que ces trois réserves forment un ensemble continue de 3 158 ha environ.

## Histoire du site et de la réserve
Le massif du Madres est un site connu de longue date pour son intérêt botanique. Picot de Lapeyrouse (1813) qui visita lui-même l'endroit cite quelques-uns de ces prédécesseurs : Joseph Pitton de Tournefort, « qui vit le Conflent, la Cerdagne et le Capcir », André Pourret, qui « visita souvent la montagne de Madres… », le « Nestor des botanistes » Pierre Barrera, médecin pradéen. Le naturaliste catalan Companyo (1861, p. 118) indique de son côté : « la montagne de Madrés est couverte d'une vaste forêt appartenant à l 'État ; elle est coupée de ravins ; elle est très-féconde en plantes rares ; aussi n'a-t-elle jamais été négligée par les naturalistes qui ont visité le pays. Sa flore a été l'objet d'études sérieuses… ».
La richesse du massif conduit une association de protection de l'environnement des Pyrénées-Orientales, l'association Charles-Flahault, à militer à partir des années 1960 pour la protection du territoire. Profitant de la loi du 10 juillet 1976 qui est l'acte de naissance juridique des réserves naturelles en France, elle rédige en 1977 une Proposition pour la création d'une réserve naturelle : massif du Madres, mont Coronat (Pyrénées-Orientales – Aude). Cela constitue pour les futures réserves naturelles de Conat, Jujols et Nohèdes une première synthèse des connaissances scientifiques, avec proposition d'un parcellaire et d'une réglementation ; car ce projet initial d'une unique réserve naturelle de 13 738 hectares ne voit pas le jour, mais aboutit en 1986 à la création des trois réserves.

## Intérêt touristique et pédagogique
La réserve naturelle occupant un versant abrupt, rocailleux, couvert de forêt et de landes, il n'existe pas en son sein de sentier aménagé pour la circulation du public. Elle reste donc difficile d'accès. Cependant, un ancien sentier de grande randonnée de pays part du village de Conat, traversant la réserve naturelle pendant cinq cents mètres environ. Il permet de rejoindre la chapelle Saint-André de Belloc située dans la commune voisine de Villefranche-de-Conflent.

## Administration, plan de gestion, règlement
L'administration d'une réserve naturelle nationale est une prérogative de l'État : c'est une mission de service public. Par délégation, la municipalité de Conat est gestionnaire de la réserve naturelle depuis sa création ; à partir de 2010, la Fédération des réserves naturelles catalanes en devient cogestionnaire.
Le plan de gestion actuel court sur la période 2019-2028.

### Outils et statut juridique
La réserve naturelle a été créée par un décret du 23 octobre 1986.